# مجموعة حقوق الإنسان

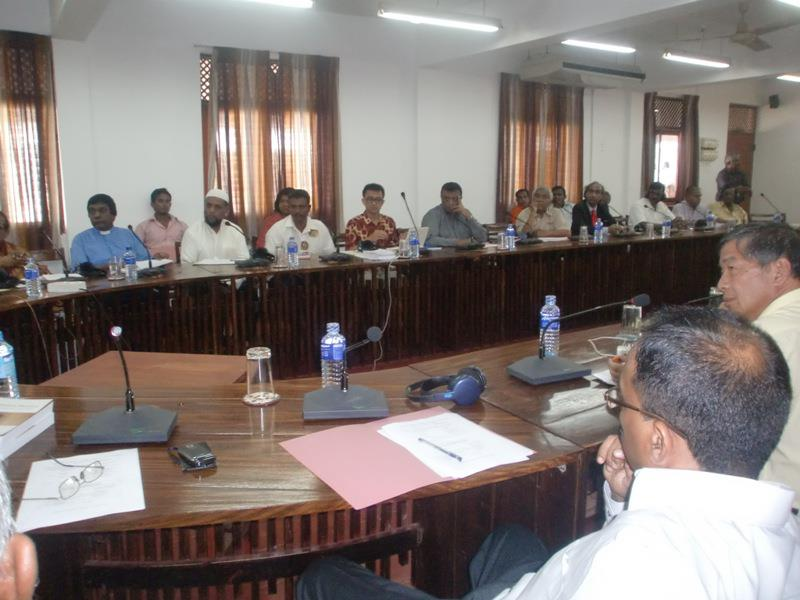
اجتماع لمنظمة حقوق الإنسان

مجموعة حقوق الإنسان، أو منظمة حقوق الإنسان، هي منظمة غير حكومية مكرسة للدفاع عن حقوق الإنسان، وذلك من خلال تحديد الانتهاكات وجمع البيانات حول انتهاكات حقوق الإنسان وتحليلها ونشرها، وتعزيز الوعي العام والضغط على الجهات المسؤولة لوقف هذه الانتهاكات.
تعرّف مجموعات حقوق الإنسان، شأنها شأن المنظمات غير الحكومية الأخرى، من خلال خصائصها والقيود القانونية التي تعمل بموجبها (بما في ذلك الضرائب)، منها التعريفات التالية:
1. «غير حكومية» تعني أنها تأسست عن طريق مبادرة خاصة، وهي لا تخضع لنفوذ الحكومة ولا تنفذ مهام عامة.
2. لها هدف لا يعنى بتحقيق أرباح، أي أنه إذا ما حققت المنظمة أي أرباح، لا يتم توزيعها على الأعضاء، بل تستخدم في الأنشطة التي تسعى لتحقيق أهداف المنظمة.
3. لا تستخدم العنف ولا تشجع عليه وليس لها صلات واضحة بالجريمة
4. لها وجود رسمي ونظام أساسي وهيكل وتمثيل ديمقراطي، ولا تتمتع بالضرورة بشخصية معنوية بموجب القانون الوطني.
ما يميّز مجموعات حقوق الإنسان عن غيرها من العناصر السياسية في مجتمع ما هو أن الدعاة السياسيين غالباً ما يسعون إلى حماية حقوق ناخبيهم فقط، في حين يسعى نشطاء مجموعات حقوق الإنسان إلى حماية حقوق الإنسان في ذلك المجتمع والمجتمعات الأخرى. وهي بخلاف الجماعات السياسية التي تسعى لتحقيق مصالح خاصة منفصلة، تسعى مجموعة حقوق الإنسان إلى الحفاظ على العملية السياسية لجميع المشاركين الشرعيين في الصراعات المجتمعية التي تحدث فيها انتهاكات ضد حقوق الإنسان. ويميّز هذا التركيز المستقل مجموعات حقوق الإنسان عن الجماعات الطائفية والحزبية والنقابات العمالية، والتي يكون هدفها الأساسي حماية مصالح أعضاءها.
غالباً ما يتم الخلط بين جماعات حقوق الإنسان وجمعيات الأعمال الخيرية والمنظمات التي تمثل لوبيات معينة، في حين تسعى جميعها إلى تمييز نفسها عن الحركات السياسية المشاركة في النزاعات التي غالباً ما تتسبب في انتهاكات حقوق الإنسان.
تدّعي مجموعات حقوق الإنسان غالباً المعرفة والخبرة في قضايا حقوق الإنسان والقضايا التي تجرى حولها مسوحات بواسطة مراقبي حقوق الإنسان والباحثين الميدانيين.
تعتبر منظمة العفو الدولية إحدى أشهر المجموعات الدولية التي تعنى بحقوق الإنسان. ومع ذلك فهي كغيرها من المجموعات العديدة التي وسّعت مفهوم «مجموعة حقوق الإنسان» لأنها لم تحافظ على نسق الدعوة إلى قضية واحدة، بل غامرت أيضاً في قضايا أخرى غير حقوق الإنسان. كما أن هناك بعض المنظمات الحكومية التي تسمى مجموعات حقوق الإنسان، كمجموعة حقوق الإنسان البرلمانية البريطانية، لكن هدفها الأول يكون إصدار التقارير بهدف تصميم ووضع السياسات.